# Ophiocoma endeani
Ophiocoma endeani är en ormstjärneart som beskrevs av Ross Robert Mackerras Rowe och Pawson 1977. Ophiocoma endeani ingår i släktet Ophiocoma och familjen Ophiocomidae. Inga underarter finns listade i Catalogue of Life.